# معدل نمو
يستخدم مفهوم معدل النمو(بالإنجليزية: Growth rate)‏ في دراسة التغير المستمر للمقادير التي تتغير بمعدل ما و تزداد بشكل مستمر مثل النمو السكاني وإجمالي الناتج المحلي و معدل إستهلاك الطاقة و غيرها.

## زمن التضاعف
من المفاهيم المستخدمة في دراسة معدل النمو ما يعرف بزمن التضاعف(بالإنجليزية: Doubling time)‏, ويعرف أنه:

«الزمن اللازم لكي تتضاعف الكمية موضع الدراسة».